# Jirafa Médici

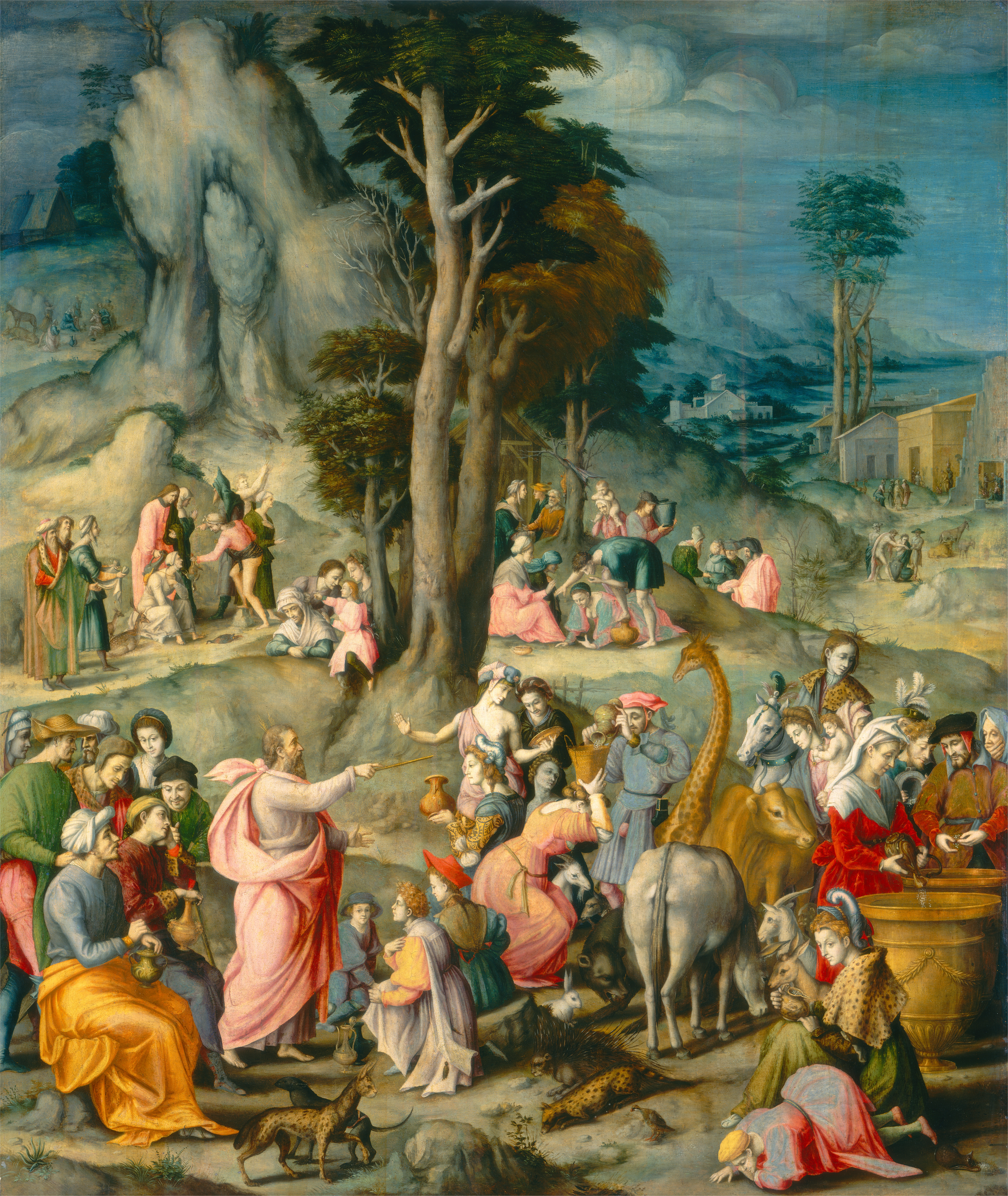
La caída del Maná (1540) de Francesco Bacchiacca. La representación cuidadosa del artista se puede trazar a la jirafa Médici

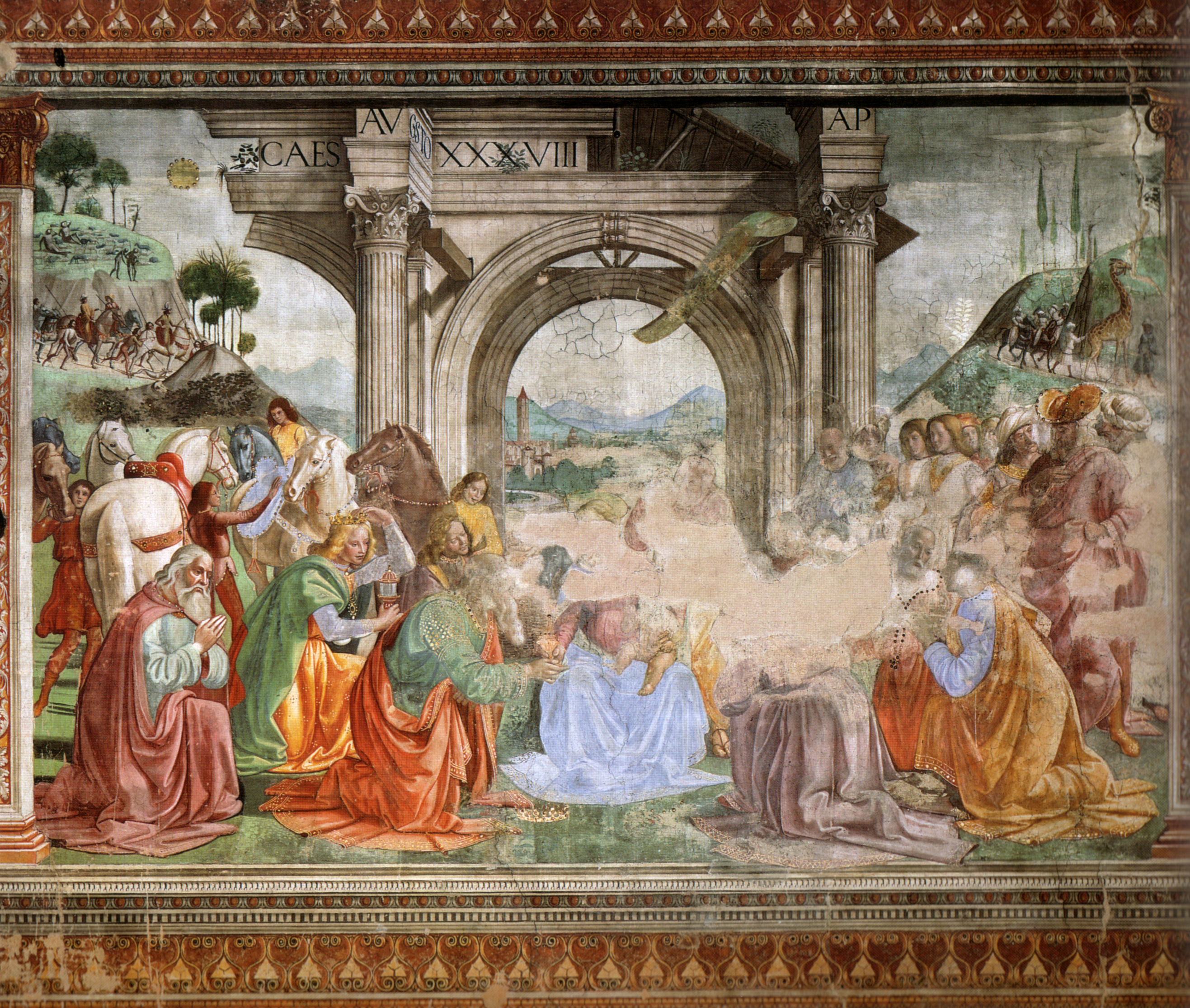
La Adoración de los Magos por Domenico Ghirlandaio, parte de un ciclo en la capilla Tornabuoni, pintada justo después de la llegada de la jirafa Médici y que muestra al animal descendiendo una colina en el lado derecho.

La jirafa Medici fue una jirafa regalada a Lorenzo de Médici en 1486, posiblemente por el Sultán de Egipto al-Ashraf Qaitbay, en un intento de ganar el apoyo florentino.
Causó un gran revuelo a su llegada en Florencia: a pesar de que el gobernante Médici mantenía una colección de animales abierta al público que incluía un maniquí gigante de una jirafa, era la primera vez que una jirafa viva se veía en la ciudad. Fue también la primera jirafa viva vista en Italia desde los días de la antigua Roma. No sobrevivió mucho tiempo y no se volvería a ver otra jirafa en Europa durante casi 300 años.

## Historia
En 46 a. C. Julio César había celebrado sus triunfos en Egipto tras regresar a Roma con un vasto zoológico cuya atracción estrella era una jirafa, animal nunca antes visto en Europa. Los romanos no supieron qué hacer con tal animal y lo nombraron camelopardo por el parecido a camellos y leopardos. César decidió la muerte del animal en un espectáculo con leones en el circo, probablemente para enfatizar su poder mediante la eliminación de una criatura tan rara. Lorenzo había leído el éxito del espectáculo de César y vio una manera de cimentar su reputación en Florencia de la misma forma. También se dio cuenta de que podía obtener influencia política gracias al animal y prometió enviarlo a Ana de Francia, después de su estancia en Florencia.
La identidad del donante es incierta. No hay registros de su adquisición, pero parece probable que fuera un regalo de Qaitbay: hay constancia de que tuvo jirafas en su zoológico particular, pidió ayuda a Lorenzo contra los otomanos aproximadamente en la época en que llegó la jirafa y Lorenzo intercedió en su favor poco después.

La jirafa fue una sensación inmediata tras su llegada a Florencia. A pesar de que Cosme de Médici, el abuelo de Lorenzo, había mantenido un gran zoológico y tenía un maniquí gigante de una jirafa entre las diversiones del recinto, era la primera vez que un ejemplar vivo se veía en la ciudad. A pesar de que hay noticias de que Federico II de Sicilia había recibido una jirafa en 1261 del Sultán de Egipto a cambio de un oso blanco y de que el Duque de Calabria, Hércules de Este, Duque de Ferrara y Fernando I de Nápoles, habían poseído jirafas, si habían existido realmente no tuvieron la repercusión de la jirafa de Lorenzo. Fue inmortalizada en pinturas por Botticini, Vasari y Bacchiacca, en frescos y poesías. El poeta Antonio Costanzo la describió vagando libremente por las calles:
"También he visto  levantar su cabeza hacia aquellos espectadores que se ofrecen a ella desde sus ventanas, porque su cabeza es tan alta como once pies, pensando por ello los que la ven desde lejos que están mirando una torre más que un animal. Parece gustar de la multitud, es siempre apacible y sin miedo, incluso parece observar con placer a las personas que vienen a mirarla."
A pesar de que Ana escribió para recordar a Lorenzo su promesa de enviársela, fue decepcionada. Lorenzo había construido unos establos especiales para el animal, en la villa medicea de Poggio a Caiano o en la Vía della Scala en Florencia, con el objetivo de proteger al animal de los húmedos inviernos florentinos. Pero poco después de su instalación la jirafa se rompió el cuello y murió tras enganchar su cabeza en las vigas de estos establos.
No se vio otra vez una jirafa viva en Europa hasta que Mehmet Alí envió tres jirafas como regalos en 1827: una a Jorge IV del Reino Unido, una a Francisco II, emperador de Austria, y otra a Carlos X de Francia. Todas causaron gran revuelo, en Londres, Viena y París respectivamente, pero solo la última, Zarafa, sobrevivió más de dos años.